# Куноичи
 Куноичи  (на японски: (くノ一) - Kunoichi (クノイチ)) означава жена-нинджа. Наименованието „Куноичи“ е измислено, като е разделен на части йероглифа за жена (на японски: 女; onna) от Японската Канджи (китайски йероглифи използвани в съвременната японска писменост). 
く: КУ (Японската азбука Хирагана); ノ: НО (Японската азбука Катакана); 一: ИЧИ (Японската Канджи).

## История
Куноичи се появяват през 16 век в периода Сенгоку (1467—1568). Владетелят Шинген Такеда (на японски: 武田信玄 - Takeda Shingen) (1521—1573), който се стремял да обедини разпокъсана Япония, възложил на Чийоме Мочизуки (на японски: 望月千代女 - Mochizuki Chiyome) (съпруга на генерал Моритоки Мочизуки (на японски: 望月盛時 - Mochizuki Moritoki), който умира в битка при Каванакаджима, през 1561 г.) да изгради шпионска мрежа от Куноичи. Първите „Куноичи“ са обучени „Мико“ (служителки в шинтоиски храмове).

## Обучение
Обучението на жените е по-различно от това на мъжете нинджа. Куноичи са обучавани как да прелъстяват и манипулират с цел получаване на информация. За тази цел често се превъплъщавали в образа на гейши, проститутки, художнички и др.
Също така, жените-нинджа се учили и на подмолни методи за убиване чрез използване на отрови и скрити оръжия (Шурикен, като пръчка за коса; Ветрило, чиито ръбове били намазани с отрова и др.). Все пак, Куноичи владеели добре и бойни изкуства, но стигали до директна схватка единствено, ако нямали избор.